# Giovanna Mezzogiorno
Giovanna Mezzogiorno (Roma, 9 de novembro de 1974) é uma atriz italiana.
Representou a personagem Firmina Daza em O Amor nos Tempos do Cólera (filme).